# Brendan Simbwaye (Schiff)
Die NS Brendan Simbwaye (Kennung: P11) ist ein Mehrzweck-Patrouillenboot der namibischen Marine, deren zweitgrößte Einheit und dient zur Überwachung der namibischen ausschließlichen Wirtschaftszone. Sie wurde in Brasilien gebaut und ist seit 2009 im Einsatz. Das Schiff trägt den Namen des Aktivisten Brendan Simbwaye.

## Geschichte
Die Brendan Simbwaye basiert auf dem brasilianischen Marineboot der Grajaú-Klasse. Es hat eine Verdrängung von 267 Tonnen, ist 46,5 Meter lang und 7,5 Metern breit und hat 2,3 m Tiefgang. Das Marineschiff wird von zwei Dieselmotoren der MTU Friedrichshafen mit 5800 PS angetrieben. Die Höchstgeschwindigkeit beträgt 26 Knoten bei einer Reichweite von 2200 Seemeilen.
Die Brendan Simbwaye verfügt über eine Kanone Bofors 40 mm L/70 sowie zwei 20-mm-Oerlikon-Kanonen und ein Decca-Radar. Die Standardbesatzung umfasst 29 Mann.